# The Healer (nummer van John Lee Hooker)
"The Healer" is een nummer van de Amerikaanse muzikant John Lee Hooker en de Mexicaans-Amerikaanse gitarist Carlos Santana. Het nummer verscheen op Hookers gelijknamige album uit 1989. Dat jaar werd het uitgebracht als de eerste single van het album.

## Achtergrond
"The Healer" is geschreven door Hooker, Santana, Roy Rogers en Chester D. Thompson en geproduceerd door Santana, Rogers, Jim Gaines, Patrick Milligan en Shawn Amos. In het nummer wordt de blues neergezet als een soort genezer. Hooker vertelde hierover: "Je speelt dat nummer, en het geneest je geest. Blijf dat doen, en je raakt veel kwaad en stress kwijt, want je weet dat je niets kunt veranderen, maar je kunt proberen om het te vergeten of ermee leven met dank aan je muziek."
"The Healer" is ontstaan gedurende een jamsessie in de studio en is in een take opgenomen. In de albumnotities van The Healer schreef Hooker over de samenwerking met Santana: "We waren zo enthousiast over een kans om samen een nummer op te nemen, dat we maar een take deden. Het kon niet beter gaan. Dat was het gewoon." In een interview vertelde hij over Santana: "Hij was heel goed op die plaat. Hij speelt normaal gesproken geen blues, hij is een latin-gitarist, maar wat we samen deden was erg goed. Wat het echt goed maakte was zijn gitaar en mijn stem. Hij heeft zijn eigen stem op de gitaar - een noot van Carlos en je weet dat hij het is - en ik denk dat wanneer je een noot van mij hoort, dat je ook weet dat ik het ben."
"The Healer" werd een hit in een aantal landen, waaronder Nieuw-Zeeland. In Nederland werd het zijn eerste hitgenoteerde single met een vijfde plaats in de Top 40 en een negende plaats in de Nationale Top 100. Daarnaast werd in de voorloper van de Vlaamse Ultratop 50 de twaalfde plaats behaald.

## Hitnoteringen

### Nederlandse Top 40
| Hitnotering: 03-03-1990 t/m 05-05-1990 | Hitnotering: 03-03-1990 t/m 05-05-1990 | Hitnotering: 03-03-1990 t/m 05-05-1990 | Hitnotering: 03-03-1990 t/m 05-05-1990 | Hitnotering: 03-03-1990 t/m 05-05-1990 | Hitnotering: 03-03-1990 t/m 05-05-1990 | Hitnotering: 03-03-1990 t/m 05-05-1990 | Hitnotering: 03-03-1990 t/m 05-05-1990 | Hitnotering: 03-03-1990 t/m 05-05-1990 | Hitnotering: 03-03-1990 t/m 05-05-1990 | Hitnotering: 03-03-1990 t/m 05-05-1990 | Hitnotering: 03-03-1990 t/m 05-05-1990 |
| Week                                   | 1                                      | 2                                      | 3                                      | 4                                      | 5                                      | 6                                      | 7                                      | 8                                      | 9                                      | 10                                     |                                        |
| -------------------------------------- | -------------------------------------- | -------------------------------------- | -------------------------------------- | -------------------------------------- | -------------------------------------- | -------------------------------------- | -------------------------------------- | -------------------------------------- | -------------------------------------- | -------------------------------------- | -------------------------------------- |
| Positie                                | 32                                     | 19                                     | 10                                     | 7                                      | 5                                      | 7                                      | 10                                     | 16                                     | 27                                     | 40                                     | uit                                    |

### Nationale Top 100
| Hitnotering: 24-02-1990 t/m 19-05-1990 | Hitnotering: 24-02-1990 t/m 19-05-1990 | Hitnotering: 24-02-1990 t/m 19-05-1990 | Hitnotering: 24-02-1990 t/m 19-05-1990 | Hitnotering: 24-02-1990 t/m 19-05-1990 | Hitnotering: 24-02-1990 t/m 19-05-1990 | Hitnotering: 24-02-1990 t/m 19-05-1990 | Hitnotering: 24-02-1990 t/m 19-05-1990 | Hitnotering: 24-02-1990 t/m 19-05-1990 | Hitnotering: 24-02-1990 t/m 19-05-1990 | Hitnotering: 24-02-1990 t/m 19-05-1990 | Hitnotering: 24-02-1990 t/m 19-05-1990 | Hitnotering: 24-02-1990 t/m 19-05-1990 | Hitnotering: 24-02-1990 t/m 19-05-1990 | Hitnotering: 24-02-1990 t/m 19-05-1990 |
| Week                                   | 1                                      | 2                                      | 3                                      | 4                                      | 5                                      | 6                                      | 7                                      | 8                                      | 9                                      | 10                                     | 11                                     | 12                                     | 13                                     |                                        |
| -------------------------------------- | -------------------------------------- | -------------------------------------- | -------------------------------------- | -------------------------------------- | -------------------------------------- | -------------------------------------- | -------------------------------------- | -------------------------------------- | -------------------------------------- | -------------------------------------- | -------------------------------------- | -------------------------------------- | -------------------------------------- | -------------------------------------- |
| Positie                                | 75                                     | 62                                     | 33                                     | 22                                     | 12                                     | 9                                      | 9                                      | 11                                     | 21                                     | 30                                     | 50                                     | 71                                     | 95                                     | uit                                    |

### NPO Radio 2 Top 2000
| Nummer met noteringen in de NPO Radio 2 Top 2000 | '10  | '11  | '12  | '13  | '14  |
| ------------------------------------------------ | ---- | ---- | ---- | ---- | ---- |
| The Healer                                       | 1981 | 1860 | 1380 | 1347 | 1720 |

1. ↑  Een vetgedrukt getal geeft de hoogste notering aan.
2. ↑  2010 was het eerste jaar met een notering voor dit nummer.
3. ↑  Deze tabel is bijgewerkt tot en met de laatste editie (2024).